# Vết đồng vị phóng xạ
Một vết đồng vị phóng xạ là một đồng vị phóng xạ tự nhiên xuất hiện trong một lượng vết (tức là cực nhỏ). Nói chung, vết đồng vị phóng xạ có chu kỳ bán rã ngắn so với tuổi của Trái Đất; nuclide nguyên thủy có xu hướng xuất hiện nhiều hơn các vết đồng vị phóng xạ. Do đó, vết đồng vị phóng xạ chỉ hiện diện vì chúng liên tục được tạo ra trên Trái Đất bởi các quá trình tự nhiên. Các quá trình tự nhiên tạo ra vết đồng vị phóng xạ bao gồm sự "tấn công" của tia vũ trụ vào các nuclide bền, phân rã alpha và phân rã beta của các nuclide nặng tồn tại lâu, như thori-232, urani-238 và urani-235, từ sự phân hạch tự phát của urani-238 và phản ứng biến đổi hạt nhân gây ra bởi phóng xạ tự nhiên, ví dụ như việc tạo ra plutoni-239 và urani-236 từ sự bắt giữ neutron bởi urani tự nhiên.

## Các nguyên tố
Các nguyên tố này chỉ được tạo ra từ các phân rã có dưới đây: 
| Tên nguyên tố | Ký hiệu hóa học |
| ------------- | --------------- |
| Techneti      | Tc              |
| Promethi      | Pm              |
| Poloni        | Po              |
| Astatin       | At              |
| Radon         | Rn              |
| Franci        | Fr              |
| Radi          | Ra              |
| Actini        | Ac              |
| Protactini    | Pa              |
| Neptuni       | Np              |

Đồng vị của nguyên tố khác:
- Triti
- Beryli-7
- Beryli-10
- Carbon-14
- Fluor-18
- Natri-22
- Natri-24
- Magnesi-28
- Silic-31
- Silic-32
- Phosphor-32
- Lưu huỳnh-35
- Lưu huỳnh-38
- Chlor-34m
- Chlor-36
- Chlor-38
- Chlor-39
- Argon-39
- Argon-42
- Calci-41
- Sắt-60